# Duilio Agostini
Duilio Agostini (Mandello del Lario, 8 april 1926 - 12 april 2008) was een Italiaans motorcoureur.
Duilio Agostini was de zoon van een welgestelde familie die eigenaar was van het restaurant Al Porto in Mandello del Lario, langs het Comomeer, waar ook de fabriek van Moto Guzzi stond. Onder de regelmatige gasten waren dan ook veel coureurs, zoals Omobono Tenni, Stanley Woods, Terzo Bandini, Primo Moretti en Ugo Prini. 
Duilio werkte bij Moto Guzzi bij de klantenservice, tot hij in 1947 werd aangesteld als testrijder onder leiding van ingenieur Giulio Cesare Carcano, die zich na de Tweede Wereldoorlog inzette om de zijklepmotoren te vervangen door kopkeppers als de Moto Guzzi Superalce en wegracers als de Moto Guzzi Bicilindrica 250, de Moto Guzzi Bicilindrica 500, de Moto Guzzi Dondolino en de Moto Guzzi Gambalunga.

## Carrière

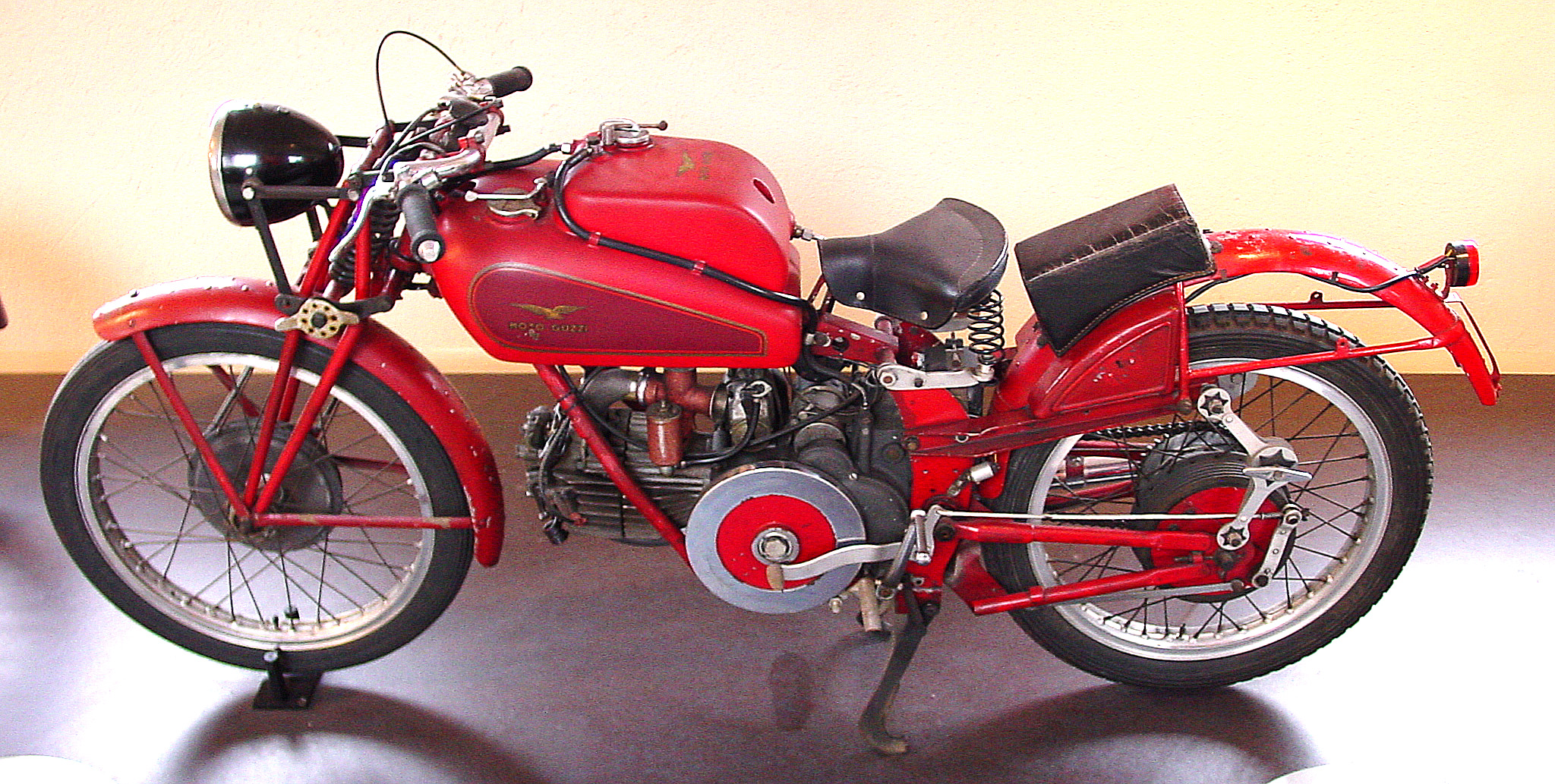
Moto Guzzi Condor

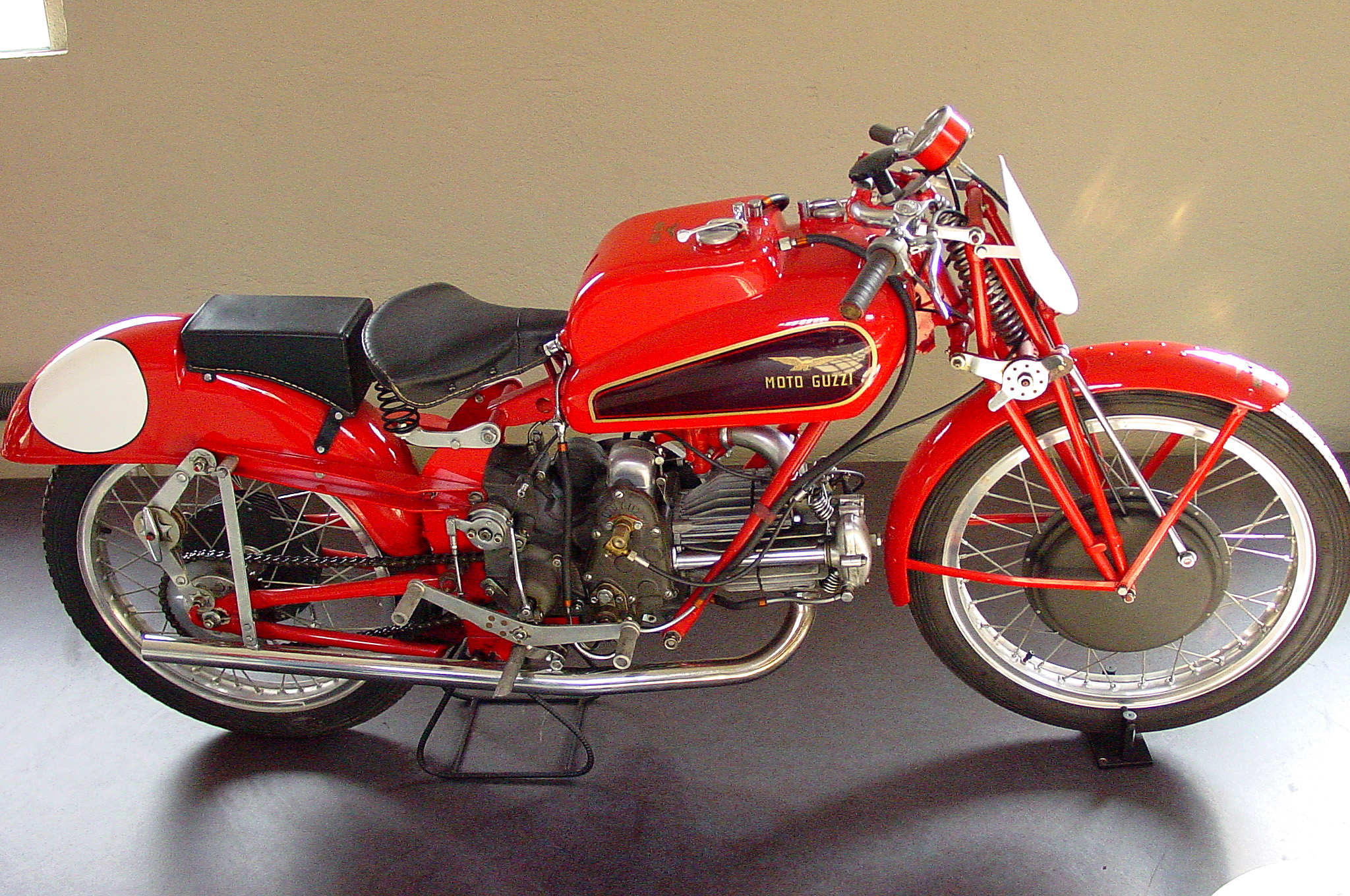
Moto Guzzi Dondolino

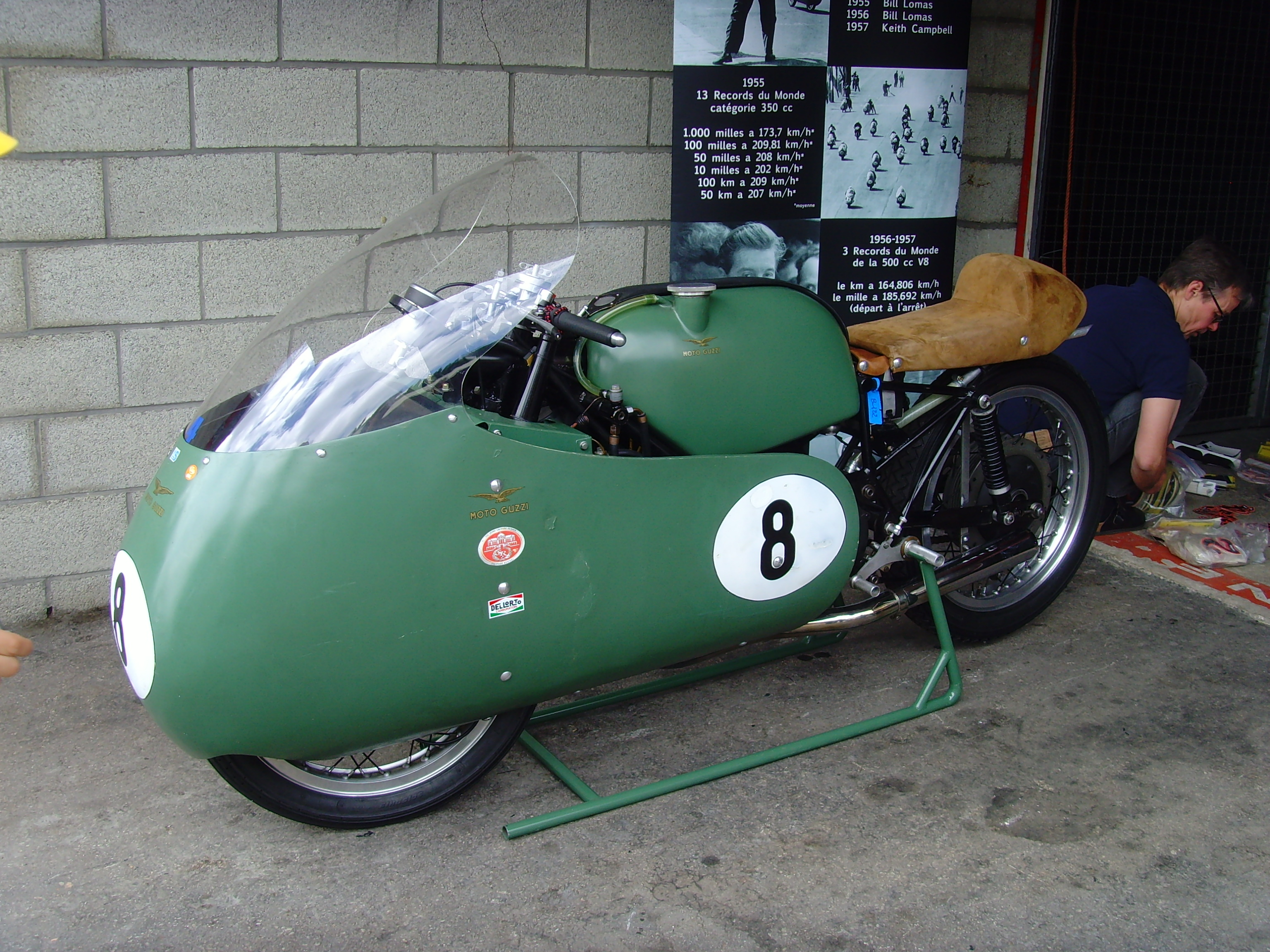
Moto Guzzi Monocilindrica 350

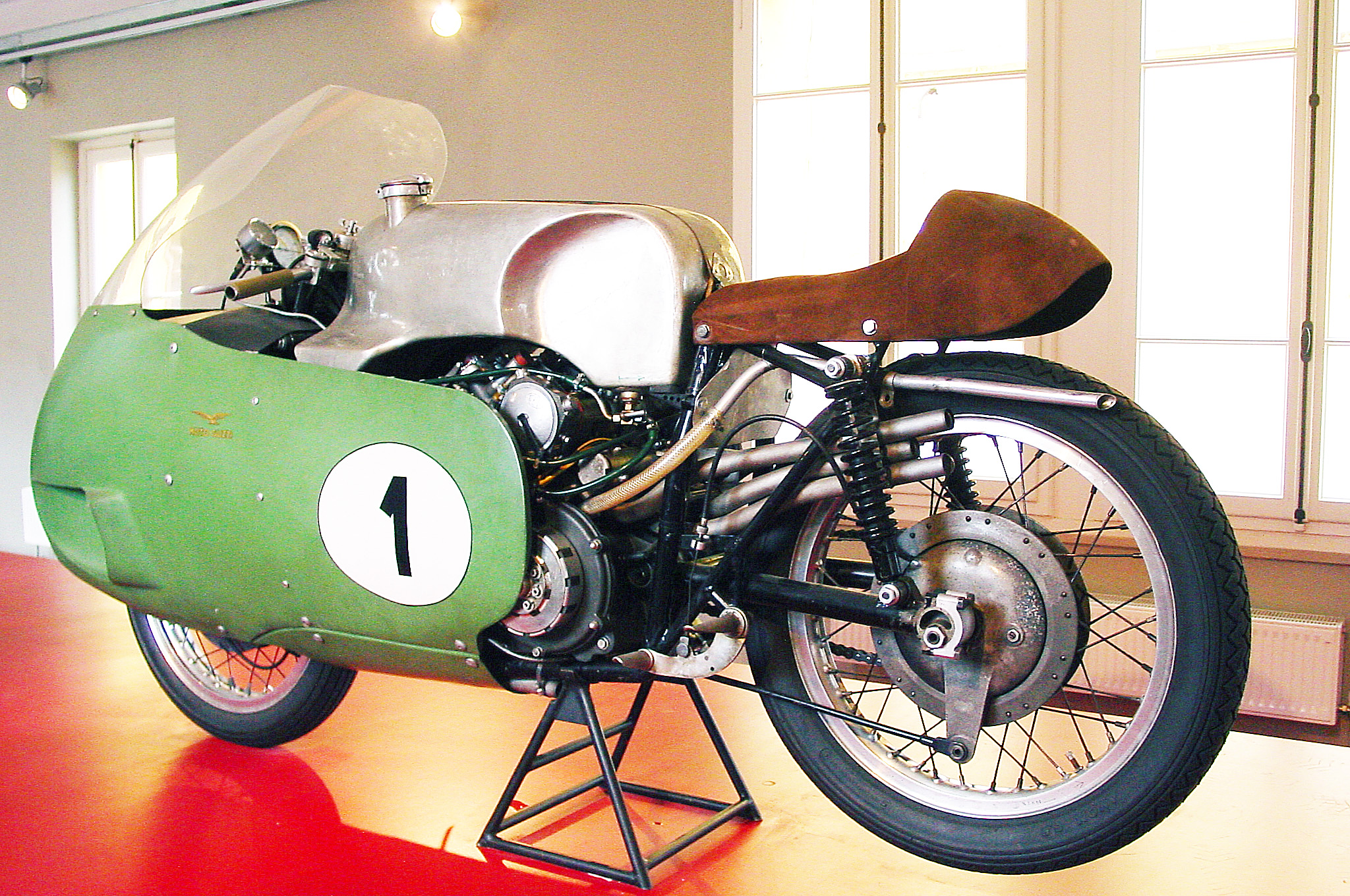
Moto Guzzi Otto Cilindri

### 1950
Agostini reed zijn eerste race in Asola echter met een geleende Moto Guzzi Condor, de vooroorlogse voorganger van de Dondolino. Hij won die race en daardoor kwam zijn racecarrière op gang. Hij werd vierde in Lodi nadat hij de snelste ronde reed, en won vervolgens in Codogno en in Castano Primo.

### 1951
In 1951 won hij Castelfranco Veneto en in  La Spezia. Hij werd tweede in Asola en derde in Reggio Emilia en in Busto Arsizio.

### 1952
In 1952 won hij in Castelfranco Veneto en hij werd tweede op het Autodromo di Modena. 

### 1953
In 1953 won hij de Milaan-Taranto-race met een Dondolino. Hij won ook in Crema, Bergamo, Busto Arsizio en aan het meer van Livorno. Hij werd in dat jaar ook 500cc-kampioen van Italië in de tweede categorie. Met de Moto Guzzi Monocilindrica 350 startte hij in zijn eerste WK-race, de GP des Nations, waarin hij derde werd achter de fabriekscoureurs Enrico Lorenzetti en Fergus Anderson. 

### 1954
In het seizoen 1954 werd hij officieel fabriekscoureur van Moto Guzzi, maar zijn hoofdtaak bleef testrijder nu de resultaten van de Moto Guzzi Quattro Cilindri achterbleven bij de verwachtingen van Carcano. Moto Guzzi had al een flink aantal fabrieksrijders voor het WK: de Australiër Ken Kavanagh, de Brit Fergus Anderson en de Italiaan Enrico Lorenzetti terwijl ook Arthur Wheeler, Romolo Ferri en Roberto Colombo incidenteel fabrieksracers kregen. Duilio Agostini reed veel races in Italië. Hij won met de Moto Guzzi Bialbero 250 in  Piacenza en Locarno en werd 250cc-seniorenkampioen van Italië. Met de Moto Guzzi Monocilindrica 350 won hij in Senigalia. Met die machine werd hij ook vierde in de GP des Nations en tweede in de Grand Prix van Spanje, waardoor hij in het wereldkampioenschap wegrace als zevende eindigde. 

### 1955
Hoewel er in de eerste helft van het seizoen 1955 hard gewerkt werd aan de ontwikkeling van de spectaculaire Moto Guzzi V8, mocht Duilio Agostini een volledig 350cc-seizoen rijden. Hij won meteen de Grand Prix van Frankrijk voor zijn teamgenoten Dickie Dale en Roberto Colombo. Hij ging ook voor het eerst naar de TT van Man, waar hij in de Junior TT achtste werd. Dat was niet slecht voor iemand die nog nooit op de 60km-lange Snaefell Mountain Course had gereden. Hij leerde hier de Australische Margaret Ward kennen. Zij zou later zijn vrouw worden. Ze kregen twee dochters: Alis (geboren in 1957) en Lindy (geboren in 1962). In de overige 350cc-races viel hij steeds uit, waardoor hij in de WK-stand als zevende eindigde. In de 500cc-klasse kwam Moto Guzzi nauwelijks aan de start omdat de Quattro Cilindri niet presteerde en de Otto Cilindri nog niet klaar was. Tijdens de trainingen van de Grand Prix van België presenteerden teammanager Fergus Anderson en Duilio Agostini de nieuwe achtcilinder, maar Agostini reed de race waarschijnlijk met de viercilinder, waarmee hij vierde werd. 

### 1956
Ook in het seizoen 1956 nam hij regelmatig aan WK-races deel, maar de Monocilindrica 350 was niet meer zo oppermachtig door de opkomst van de DKW RM 350 en de MV Agusta 350 4C. Agostini startte vier keer, maar scoorde geen punten. 

### 1957
In 1957 reed hij alleen nog enkele Italiaanse races, maar in het WK kwam hij niet meer aan de start. Na dit jaar beëindigde hij zijn carrière, wellicht omdat hij getrouwd was en omdat dochter Alis geboren werd. 
Hij werd Moto Guzzi-dealer in Mandello del Lario. Als Guzzi-dealer zette hij in de jaren zeventig een endurance-team op met de Moto Guzzi V7 Sport, waarvoor hij ook veel speciale onderdelen ontwikkelde die later als accessoires verkocht werden. Samen met een groep vrienden formeerde hij de Moto Club Carlo Guzzi, waarvan hij voorzitter werd. Deze club organiseert de tweejaarlijkse Moto Guzzi Rally in Mandello del Lario. In september 1989 organiseerde Duilio Agostini de rally voor het laatst. 
In 1993 droeg hij zijn motorzaak over aan Alis, die al sinds 1981 manager was, aanvankelijk samen met haar zuster Lindy. 
Op 12 april 2008 overleed Duilio Agostini na een ernstige ziekte.

## Wereldkampioenschap wegrace resultaten
(Races in cursief geven de snelste ronde aan)
| Jaar | Klasse | Team       | Motorfiets         | 1       | 2     | 3       | 4     | 5       | 6       | 7       | 8       | 9       | Punten | Plaats | Overwinningen |                                                | Wereldkampioen |
| ---- | ------ | ---------- | ------------------ | ------- | ----- | ------- | ----- | ------- | ------- | ------- | ------- | ------- | ------ | ------ | ------------- | ---------------------------------------------- | -------------- |
| 1953 | 350 cc | Moto Guzzi | Monocilindrica 350 | IOM -   | NED - | BEL -   | DUI - | FRA -   | ULS -   | ZWI -   | NAT 3   |         | 4      | 10e    | 0             | Fergus Anderson, Moto Guzzi Monocilindrica 350 |                |
| 1954 | 350 cc | Moto Guzzi | Monocilindrica 350 | FRA -   | IOM - | ULS -   | BEL - | NED -   | DUI -   | ZWI -   | NAT 4   | SPA 2   | 9      | 7e     | 0             | Fergus Anderson, Moto Guzzi Monocilindrica 350 |                |
| 1954 | 500 cc | Moto Guzzi | Monocilindrica 500 | FRA -   | IOM - | ULS -   | BEL - | NED -   | DUI -   | ZWI -   | NAT -   | SPA DNF | 0      | -      | 0             | Geoff Duke, Gilera 500 4C                      |                |
| 1955 | 350 cc | Moto Guzzi | Monocilindrica 350 |         | FRA 1 | IOM 8   | DUI - | BEL DNF | NED DNF | ULS DNF | NAT DNF |         | 8      | 7e     | 1             | Bill Lomas, Moto Guzzi Monocilindrica 350      |                |
| 1955 | 500 cc | Moto Guzzi | Quattro Cilindri   | SPA DNF | FRA - | IOM -   | DUI - | BEL 4   | NED -   | ULS -   | NAT -   |         | 3      | 16e    | 0             | Geoff Duke, Gilera 500 4C                      |                |
| 1956 | 350 cc | Moto Guzzi | Monocilindrica 350 | IOM 9   | NED 7 | BEL DNF | DUI - | ULS -   | NAT 8   |         |         |         | 0      | -      | 0             | Bill Lomas, Moto Guzzi Monocilindrica 350      |                |